# 多鱗盾豆娘魚
多鱗盾豆娘魚（學名：Parma polylepis），為輻鰭魚綱雀鯛科盾豆娘魚屬下的一個種，分布於西太平洋澳洲東南部、豪勳爵島、諾福克島、新喀里多尼亞和紐西蘭海域，深度1至40公尺，體長可達21公分，棲息在潟湖及外海岩礁，以藻類為食，繁殖期時成對出現，雄魚會守護卵直到孵化，生活習性不明。